# Patrones de arquitectura
Los patrones arquitectónicos, o patrones de arquitectura, también llamados arquetipos, ofrecen soluciones a problemas de arquitectura de software en ingeniería de software. Dan una descripción de los elementos y el tipo de relación que tienen junto con un conjunto de restricciones sobre cómo pueden ser usados. Un patrón arquitectónico expresa un esquema de organización estructural esencial para un sistema de software, que consta de subsistemas, sus responsabilidades e interrelaciones. En comparación con los patrones de diseño, los patrones arquitectónicos tienen un nivel de abstracción mayor.
Aunque un patrón arquitectónico comunica una imagen de un sistema, no es una arquitectura como tal. Un patrón arquitectónico es más un concepto que captura elementos esenciales de una arquitectura de software. Muchas arquitecturas diferentes pueden implementar el mismo patrón y por lo tanto compartir las mismas características.[cita requerida]
Uno de los aspectos más importantes de los patrones arquitectónicos es que encarnan diferentes atributos de calidad. Por ejemplo, algunos patrones representan soluciones a problemas de rendimiento y otros pueden ser utilizados con éxito en sistemas de alta disponibilidad. A primeros de la fase de diseño, un arquitecto de software escoge qué patrones arquitectónicos mejor ofrecen las calidades deseadas para el sistema.[cita requerida]
Ejemplos de patrones arquitectónicos incluyen los siguientes:
- Programación por capas
- Tres niveles
- Arquitectura de microservicios
- Arquitectura de microkernel
- Invocación implícita
- Arquitectura en pizarra
- Arquitectura dirigida por eventos, Presentación-abstracción-control
- Peer-to-peer
- Arquitectura orientada a servicios
- Objetos desnudos
- Modelo Vista Controlador

## Dominios en el diseño de patrones
- Control de acceso. Hay muchas situaciones en las cuales el acceso a datos, características y funcionalidad son limitadas a la definición de los usuarios. Desde un punto de vista arquitectónico, acceder a determinadas partes del software debe tener un riguroso control.
- Concurrencia. Muchas aplicaciones deben manejar múltiples tareas de forma que simule el paralelismo. Hay muchas formas de manejar esta concurrencia y cada una puede ser presentada por un patrón arquitectónico diferente.
- Distribución. El problema de distribución dirige el problema de forma en que los sistemas o componentes se comunican con otros en un entorno distribuido. El patrón más común para afrontar el problema es the broker. Actuando como un middleman entre el componente cliente y el servidor. El cliente envía un mensaje al broker  y éste se encarga de completar la conexión.
- Persistencia. Los datos persistentes son almacenados en bases de datos o archivos y pueden ser leídos o modificados por otros procesos más adelante. En los entornos orientados a objetos esto va más allá y lo que puede ser accedido o modificable son las propiedades de los objetos.[1]